# Кызыл-Чарба (Ошская область)
Кызыл-Чарба (кирг. Кызыл-Чарба) — село в Узгенском районе Ошской области Кыргызстана. Входит в состав Саламаликского айылного аймака.

## География
Село расположено в северной части области, на левом берегу реки Яссы, на расстоянии приблизительно 20 километров (по прямой) к северо-востоку от города Узгена, административного центра района. Абсолютная высота — 1226 метров над уровнем моря.

## Население
Согласно оценочным данным Национального статистического комитета Кыргызской Республики, численность населения села на начало 2023 года составляла 1421 человек.
| год     | 2009 | 2014 | 2015 | 2020 | 2021 | 2023 |
| ------- | ---- | ---- | ---- | ---- | ---- | ---- |
| человек | 1086 | 1114 | 1220 | 1376 | 1394 | 1421 |